# Ōmura (Klan)

Wappen der Ōmura

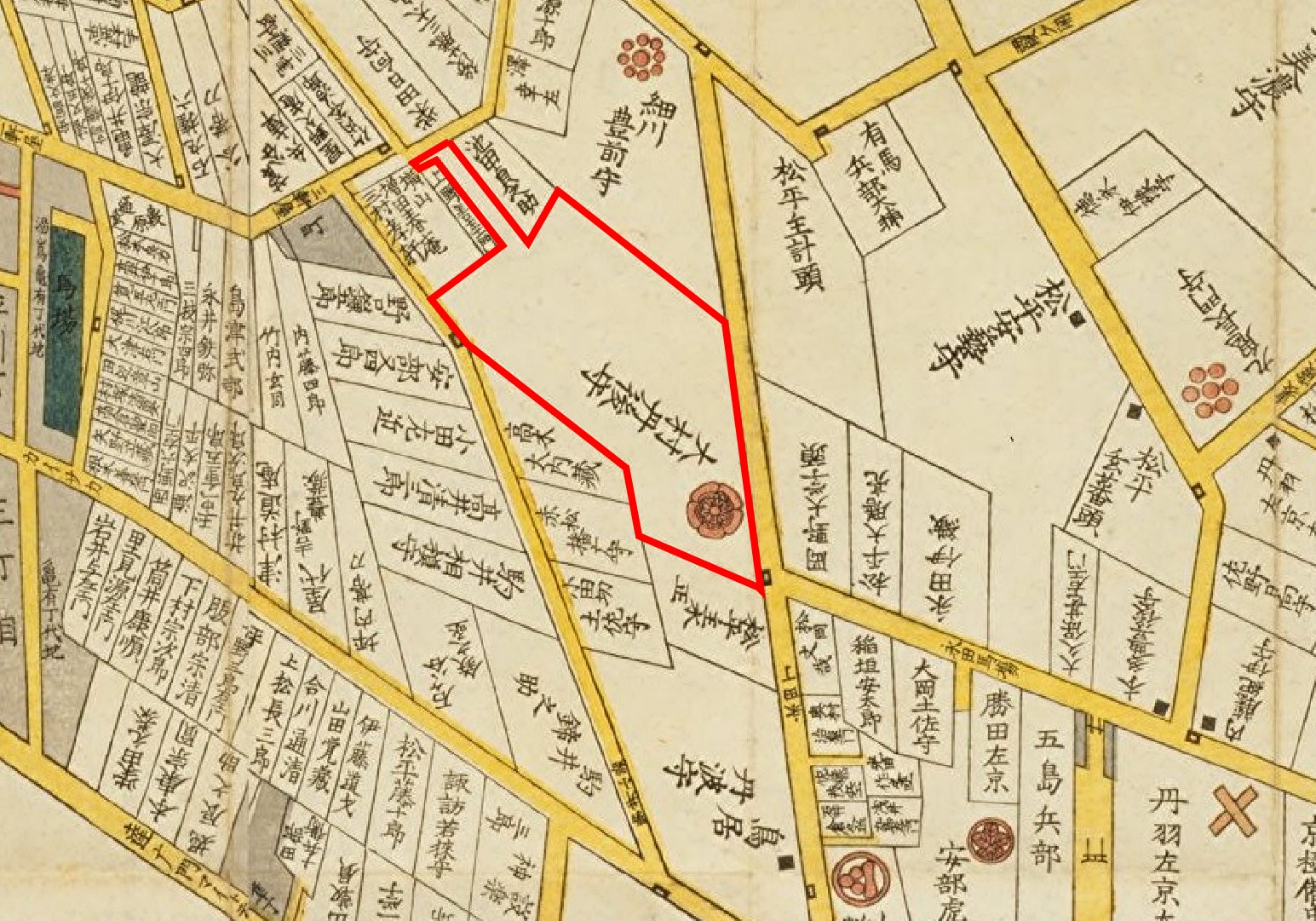
Residenz der Ōmura in Edo

Die Ōmura (japanisch 大村氏, Ōmura-shi)  waren eine Familie des japanischen Schwertadels (Buke) aus der Provinz Hizen, die sich von Fujiwara no Sumitomo († 941) ableitete. Mit einem Einkommen von 28.000 Koku gehörten die in Ōmura (Präfektur Nagasaki) residierenden Ōmura zu den kleineren Tozama-Daimyō der Edo-Zeit.

## Genealogie
- Tadazumi (忠澄), Nachkomme Sumitomos in der achten Generation, nannte sich Ōmura nach dem Ort in Hizen, in dem er residierte.
- Sumitada (純忠; 1532–1587), Sohn des Arima Haruzumi, wurde als Nachfolger Ōmura Sumiakis gewählt. Er wurde 1562 getauft und nahm den Namen Bartholomäus/Bartolomeo (バルトロメオ, Barutoromeo) an. Er war der erste christliche Daimyō und blieb dem Glauben bis zu seinem Tode treu. Im Jahr 1568 wurde der Hafen von Fukae unter dem neuen Namen Nagasaki für den Verkehr mit dem Ausland geöffnet.
- Yoshiaki (喜前; 1568–1615), Sumitadas Sohn, war ebenfalls Christ, getauft auf den Namen Sanche. In den Auseinandersetzungen im Jahr 1600 um die Nachfolge Toyotomi Hideyoshis stellte er sich gegen Tokugawa Ieyasu und musste seine Domäne seinem Sohn überlassen. Er verbrachte den Rest seines Lebens als Verschwender.
- Sumiyori (純頼; 1592–1619), Yoshiakis Sohn, wurde, wie sein Großvater, auf den Namen Bartholomäus getauft. Gegen Ende seines Lebens wurde er jedoch zum Verfolger der Christen. – Die Familie lebte weiterhin in Ōmura mit einem Einkommen von 28.000 Koku. Letzter Daimyō war
- Sumihiro (純熈; 1831–1882). Das Oberhaupt führte ab 1885 zunächst den Titel Vizegraf, ab 1891 den Titel Graf.